# NTW
NTW (russisch НТВ NTV) ist ein russischer Fernsehsender mit Hauptsitz in Moskau. Er gehört der Gazprom Medienholding. NTW wurde 1993 mit dem Kapital eines Konsortium aus mehreren Banken gegründet. 2001 wurde der bis dahin einigermaßen unabhängige Sender von Gazprom übernommen, nachdem der Gründer Wladimir Gussinski gemäß dessen Aussagen zur Unterschrift zum Verkauf genötigt worden war. Seitdem gehört NTW zu den „föderalen Fernsehkanälen“, die dem russischen Staat oder mit dem Staat verbundenen Firmen oder Personen gehören.
NTW ist in Russland für über 117 Millionen Menschen empfangbar und somit bedeutender Bestandteil der russischen Medienlandschaft. NTW ist mit Rossija 1, der Perwy Kanal einer der drei reichweitenstärksten Sender der Russischen Föderation. Sie alle zählen zu den „föderalen Fernsehkanälen“. Außer auf dem russischen Gebiet ist NTW auch in den GUS-Staaten sowie (mit speziellem Auslandsprogramm) teilweise in Westeuropa, dem Nahen Osten, den USA, Kanada und Australien empfangbar.
Die Buchstaben NTW stehen für Unabhängiges Fernsehen (russ. Независимое телевидение / Nesawissimoje telewidenije).

## Geschichte

Das Logo des Senders (1997–2001)

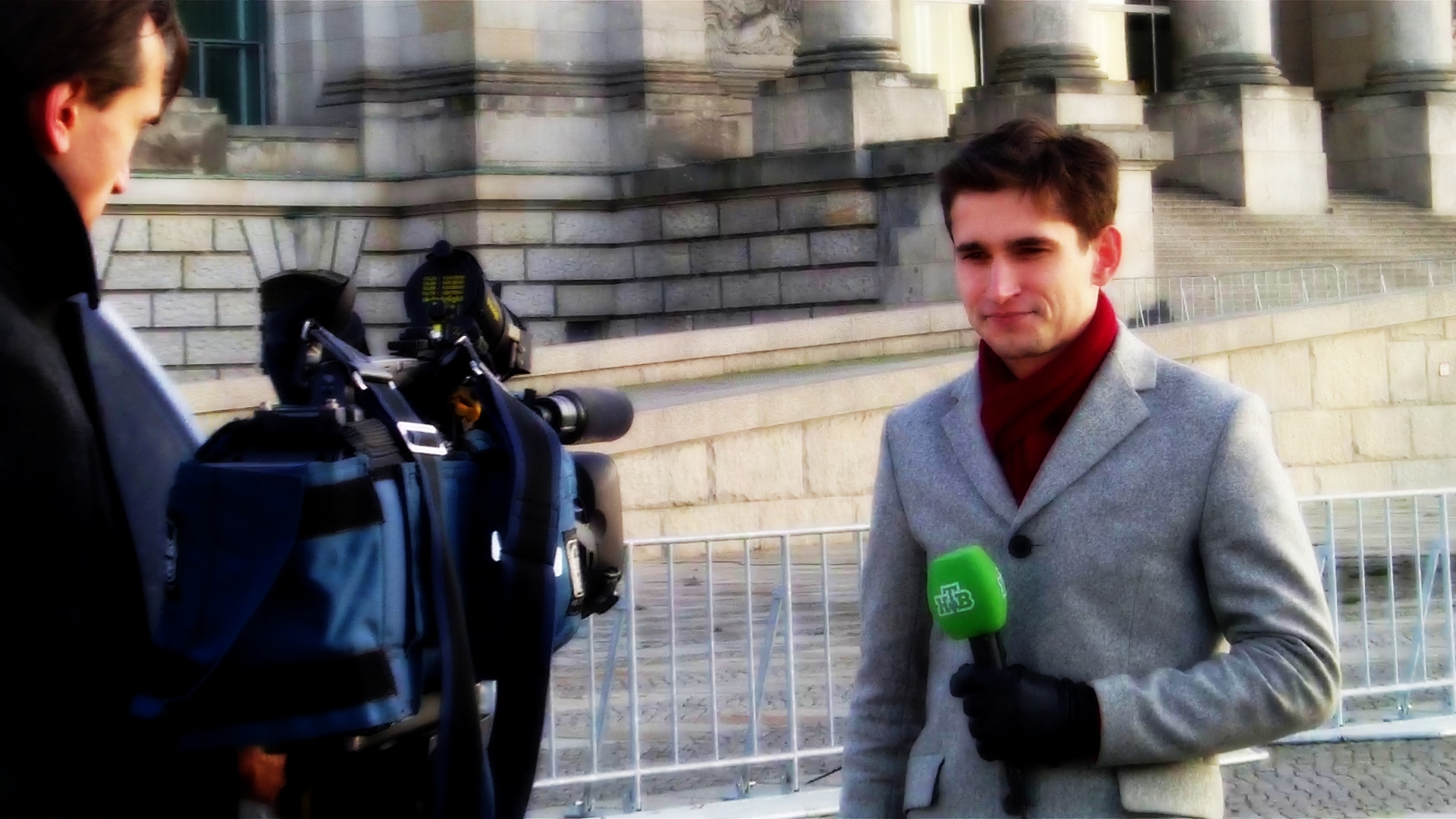
NTW-Reporter Konstantin Goldenzweig 2011 in Berlin

Am 14. Juli 1993 wurde die Gesellschaft NTW durch den Oligarchen Wladimir Gussinski registriert. Mitbegründer war auch der spätere Vorsitzender des Fernsehsenders Rossija 1 (RTR), Oleg Dobrodejew. Am 10. Oktober 1993 begann die Ausstrahlung auf dem Sankt-Petersburger Kanal. Dieses Datum wird als Geburtstag des Unternehmens angesehen. Am 22. Dezember 1993 verfügte der russische Präsident Boris Jelzin per Ukas am 17. Januar 1994 einen Wechsel auf den 4. Kanal (vorher der Bildungskanal), wo NWT zunächst nur abends ab 18 Uhr und ab dem 11. November 1995 den ganzen Tag sendete.
Nach einer erneuten Ukas des Präsidenten der Russischen Föderation vom 20. September 1996 beginnt NTW am 11. November 1996 den Sendebetrieb in vollem Umfang auf dem 4. Kanal. Kurz darauf am 1. Januar 1997 erweiterte der Kanal seinen Sendebereich auf Westeuropa, den Nahen Osten und Nordamerika. Am 21. Januar 1998 unterschrieb Boris Jelzin den Ukas „Über die Vervollkommnung des Radio- und Fernsehwesens in der Russischen Föderation“; NTW erhält den Status eines allrussischen Fernsehsenders.
- 14. April 2001 – Der halbstaatliche Gaskonzern Gazprom übernimmt auf dem Weg der feindlichen Übernahme 49 Prozent von NTW, die später auf 69 Prozent erhöht werden. Einige Journalisten verlassen den Sender, der Direktor Jewgeni Kisseljow wird abgelöst.
- 11. September 2001 – Der russische Präsident Wladimir Putin zeichnet Journalisten, die in Tschetschenien gearbeitet hatten, mit Orden aus, darunter Korrespondenten von NTW. Alexej Poborzew erhält den Orden „Für Verdienste gegenüber dem Vaterland“ 2. Ranges.
- 25. September 2002 – Der Sender „NTW-Mir“ beginnt den Sendebetrieb in Österreich.
- 1. Januar 2003 – Der Direktor von NTW und zugleich Direktor von Gazprom-Media, der Investmentbanker Boris Jordan, gibt seinen Rücktritt bekannt.
- 10. Oktober 2003 – NTW, inzwischen zum größten privaten Fernsehsender in Russland geworden, feiert sein 10-jähriges Jubiläum.
- 29. Juni 2007 – Gazprom-Media vergrößert seinen Aktienanteil von 69 auf 100 Prozent.
- 25. Februar 2022 – Estland sperrt Ausstrahlung des Senders „NTV Mir“[5]. Begründet wurde die Entscheidung mit der Ausstrahlung der Rede des russischen Präsidenten Wladimir Putin am 24. Februar 2022 durch fünf Sender (darunter „NTV Mir“), die als Rechtfertigung des militärischen Angriffs auf die Ukraine angesehen werden könne.[6]
- 3. August 2022 – Laut einem Bericht des französischen Nachrichtendienstes „France 24“ hat der französische Satellitenbetreiber Eutelsat auf Ersuchen von ARCOM, der französischen Medienregulierungsbehörde, die Ausstrahlung des russischen Senders „NTV Mir“,[5] der Ukrainer mit Nazis vergleicht, in Europa eingestellt.[7]

Die Organisation Reporter ohne Grenzen forderte im September 2022 die Sperrung von NTW in Frankreich, außerdem die von Perwy kanal und Rossija 1. Die von den drei Sendern ausgestrahlten Inhalte riefen zu Hass und Völkermord auf.

## Verstaatlichung
Der Sender NTW war einer der Pioniere der postsowjetischen privaten Medien. Der Sender gehörte zur Medienholding des Oligarchen Wladimir Gussinski, eines Mitglieds der Semibankirschtschina. So wurde die Gruppe von sieben mächtigen Oligarchen genannt, die Boris Jelzin anlässlich der Präsidentschaftswahl in Russland 1996 unterstützten. Der Sender verfügte über führende Journalisten und Moderatoren, praktizierte hohe Standards, brachte Live-Übertragungen und kritische Analysen zu aktuellen Ereignissen. Seine politische Puppensatire „Kukly“ wurde zu einem Symbol jener Zeit, in der die Pressefreiheit weitgehend unbegrenzt war.
Ab Herbst 1999 gab es regelmäßig Talkshows, bei denen über Hinweise auf die Beteiligung des FSB an den Bombenattentaten auf Moskauer Wohnhäuser diskutiert wurde. Zusätzlich hatten Gussinskis Medien sehr kritisch über das offizielle russische Vorgehen nach dem Kursk-Unglück im Sommer 2000 berichtet. Für die angeblich unfaire Berichterstattung hatte Putin Gussinski persönlich getadelt. Die Büros des Fernsehsenders NTW wurden im Jahr 2000 in über zwanzig verschiedenen Fällen von bewaffneten und maskierten privaten Sicherheitsdiensten gestürmt.
Im Juni des Jahres 2000 wurde Gussinski von der Generalstaatsanwaltschaft als Verdächtiger in einem Strafverfahren verhaftet. Er wurde des Betrugs zwischen seiner Holding „Media-Most“, der „Russkoe video – 11j kanal“-GmbH und dem staatlichen Unternehmen „Russkoe Video“ beschuldigt. „Media-Most“ war zu jener Zeit in den Streit um die Übernahme durch Gazprom verwickelt. Gussinski wurde schließlich entlassen, nachdem er das sogenannte „Protokoll Nr. 6“ unterschrieben hatte, einen Vertrag zwischen ihm und dem Medienminister Michail Lessin. Laut diesem Vertrag sollte Gussinski „Media-Most“ an Gazprom zu dem von Gazprom gebotenen Preis verkaufen. Gussinski verließ anschließend das Land und sagte, man habe ihn unter Androhung der Verlängerung des Strafverfahrens zur Unterschrift unter den Vertrag gezwungen.
Am 14. April 2001 fand schließlich die Übernahme NTWs durch Gazprom statt. Viele Journalisten verließen das Unternehmen (welches mit neuer Führung unter dem alten Namen weiterbestand); der Direktor wurde ersetzt.
Die Opposition mutmaßte, dass hinter dem finanziellen Druck auf NTW die Regierung von Präsident Putin stand, die häufig Objekt der Kritik NTWs gewesen war. In den Worten von Arkadi Babtschenko: „Ich habe für den Fernsehsender NTW gearbeitet, als Putin ihn zerschlagen hat.“ Frühere NTW-Journalisten wechselten gemeinsam mit ihrem Vorgesetzten Jewgeni Kisseljow zum Sender TW-6, der sich später in TVS umbenannte und auf Druck der Regierung geschlossen wurde.
Star-Moderator Leonid Parfjonow wurde 2004 entlassen – Walter Mayr schrieb im Spiegel, es würden ja nicht alle Oligarchen verhaftet und nicht alle unabhängigen Stimmen (er erwähnt Julija Leonidowna Latynina) zum Schweigen gebracht, es ginge vielmehr um die „Erzeugung jenes nötigen Quantums an Angst, das unangefochtenes Regieren erst ermöglicht“.
Nachdem Gussinski ins Ausland gezogen war, gründete er dort den Fernsehsender RTVi, bei dem zurzeit viele ehemalige Journalisten des NTWs beschäftigt sind. Der Sender dokumentiert und kommentiert Geschehnisse in Russland kritisch. Viele Reportagen für RTVi werden vom russischen Fernsehsender Echo-TV angefertigt.

## Rezeption
2002 erschien das Buch Hier war NTW des regierungskritischen Publizisten Wiktor Schenderowitsch, in dem jener die Ereignisse im Unternehmen NTW aus der Sicht eines Menschen darlegte, der selbst im Zentrum des Geschehens gestanden hatte. Es ist bis heute die einzige vollständige (wenn auch subjektive) Beschreibung der Verfolgung von NTW von Seiten der Regierung und der darauffolgenden Übernahme des Unternehmens. Das Buch besteht aus zwei Teilen: der erste beschreibt die Geschichte des Senders NTW, der zweite erzählt die Geschichte der Sendung „Kukly“.
2004 erschien die zweite, aktualisierte Ausgabe des Buches (der Titel lautet übersetzt etwa Hier waren NTW, TV-6, TVS… und andere Geschichten).